# نابودگر: ماجراهای سارا کانر
نابودگر: ماجراهای سارا کانر (به انگلیسی: Terminator: The Sarah Connor Chronicles) عنوان یک مجموعه تلویزیونی اکشن علمی-تخیلی است که در سال‌های ۲۰۰۸–۲۰۰۹ از شبکه فاکس پخش شد. این سریال بر مبنای اتفاقات فیلم سینمایی نابودگر ۲: روز داوری است و به بیان سرگذشت سارا کانر با بازی لینا هیدی و پسرش جان کانر با بازی توماس دکر می‌پردازد.
برخلاف فیلم روز داوری، ترمیناتور محافظ زنی است به اسم کامرون با بازی سامر گلاو که دربرابر ترمیناتور مهاجم به اسم کرومارتی از جان و مادرش محافظت می‌کند. علاوه بر خطری که کرومارتی برای جان و سارا ایجاد می‌کند، تحت تعقیب بودن این دو نفر از سوی مأمور اف بی ای، جیمز الیسون، است که اعتقاد دارد سارا یک بیمار روانپریش است ولی با گذشت داستان به حقیقت ماجرا پی می‌برد.

## خلاصه داستان
داستان در سال ۱۹۹۹ از جایی شروع می‌شود که سارا و جان به شهر تازه‌ای نقل مکان کرده‌اند و روز اول حضور جان در مدرسه است. جان درروز اول مدرسه با شاگردی به اسم کامرون آشنا می‌شود که یک دختر کاملاً معمولی به نظر می‌رسد. سر کلاس کرومارتی در نقش یک معلم حاضر می‌شود و از روی لیست حضور و غیاب دانش آموزان جان کانر را پیدا می‌کند و شروع به تیراندازی به سمتش می‌کند و... در ادامه داستان سارا، جان و کامرون به سال ۲۰۰۷ می‌روند و داستان در این سال ادامه پیدا می‌کند. زمانی که این سه نفر در حال سفر در زمان بودند سر کرومارتی هم همراه با آن‌ها وارد آینده می‌شود. در قسمت‌های ابتدایی شاهد تلاش کرومارتی برای تعمیر خود و حوادثی که برای سارا و مأمور اف‌بی‌ای رخ می‌دهد هستیم و به مرور درگیری بین کرومارتی و گروه جان و دیگر ترمیناتورهای موجود اتفاق میفتد.

## نمای کلی مجموعه
| فصل | قسمت‌ها | قسمت‌ها | تاریخ اصلی روی آنتن رفتن | تاریخ اصلی روی آنتن رفتن |
| فصل | قسمت‌ها | قسمت‌ها | اولین بار                | آخرین بار                |
| --- | ------ | ------ | ------------------------ | ------------------------ |
| ۱   | ۹      | ۹      | ۱۳ ژانویه ۲۰۰۸           | ۳ مارس ۲۰۰۸              |
| ۲   | ۲۲     | ۲۲     | ۸ سپتامبر ۲۰۰۸           | ۱۰ آوریل ۲۰۰۹            |

### پس‌زمینه
در فیلم نابودگر ۲: روز داوری، سارا کانر و پسرش جان به مقر سامانه‌های سایبرداین نفوذ می‌کنند تا از ایجاد اسکای‌نت، یک سیستم کامپیوتری با هوش مصنوعی جلوگیری کنند. در آینده، اسکای‌نت جنگ هسته‌ای را علیه انسان‌ها در رویدادی به نام روز داوری راه اندازی خواهد کرد و جان بعداً یک مقاومت انسانی را در برابر اسکای‌نت و زرادخانه ماشین‌های نابودگر رهبری خواهد کرد.
در زمان حال، جان جوان توسط تی-۱۰۰۰ تعقیب می‌شود، یک نابودگر تغییر شکل دهنده که توسط اسکای‌نت فرستاده می‌شود تا او را بکشد. جان آینده یک تی-۸۰۰ دوباره برنامه‌ریزی شده را برای محافظت از نسحه جوانترش پس فرستاد. اسکای‌نت قرار بود توسط مایلز دایسون، کارمند سایبرداین که در حال حاضر متقاعد شده است به خانواده کانر کمک کند، ایجاد شود. او در انفجاری می‌میرد که سایبرداین و تحقیقاتش را نابود می‌کند. این امر با نابودی تی-۱۰۰۰ و تی-۸۰۰ همراه شد و از مهندسی معکوس فناوری دومی برای ایجاد اسکای‌نت، مانند جدول زمانی اصلی جلوگیری کرد. به دلیل این اعمال، آینده تغییر می‌کند و به ظاهر از روز داوری جلوگیری می‌شود.

### فصل ۱
علیرغم تلاش قبلی خانواده کانر، آنها فقط ایجاد اسکای‌نت را به تاخیر انداختند. در سال ۱۹۹۹، دو سال پس از وقایع نابودگر ۲، یک تی-۸۸۸ معروف به «کرومارتی» از آینده برای کشتن جان فرستاده می‌شود. یکی دیگر از نابودگرها، «کامرون» توسط جان آینده دوباره برنامه‌ریزی شد و از سال ۲۰۲۷ برای محافظت از جوانترش بازگردانده شد. ظاهر بیرونی او بر اساس آلیسون یانگ، مبارز مقاومت و دوست جان در آینده است که قبل از برنامه‌ریزی مجدد توسط کامرون کشته شد. علاوه بر کرومارتی، خانواده کانر توسط مامور ویژه اف‌بی‌آی جیمز الیسون نیز تعقیب می‌شوند که در ابتدا معتقد بود سارا یک جنایتکار دیوانه است (بر اساس وقایع نابودگر ۲). سارا با یک امدادگر به نام چارلی دیکسون رابطه عاشقانه‌ای برقرار می‌کند، اما رابطه خود را با او پایان می‌دهد تا دوباره فرار کند. او و جان از نبراسکا به نیومکزیکو نقل مکان می‌کنند، جایی که کامرون آنها را پیدا می‌کند. جان به زودی از زندگی در حال فرارشان ناامید می‌شود، بنابراین سارا تصمیم می‌گیرد تا دوباره اسکای‌نت را متوقف کند و از روز داوری که اکنون انتظار می‌رود در سال ۲۰۱۱ رخ دهد جلوگیری کند.

### فصل ۲
با وجود نابود کردن دستگاه تورک، خانواده کانر به تلاش‌های خود برای جلوگیری از ظهور اسکای‌نت ادامه می‌دهد. یک مبارز مقاومت در حال مرگ از آینده می‌آید و فهرستی از افراد مرتبط با ماموریت خود را در اختیار کانرها قرار می‌دهد که بسیاری از آنها نیاز به محافظت در برابر ترمیناتورها نیاز دارند. سارا بعداً متوجه شرکتی به نام کالیبا گروپ شد که ظاهراً با اسکای‌نت ارتباط دارد.

## بازیگران و شخصیت‌ها

### اصلی
- لینا هیدی در نقش سارا کانر
- توماس دکر در نقش جان کانر
- سامر گلاو در نقش کامرون / آلیسون یانگ
- ریچارد تی جونز در نقش جیمز الیسون
- برایان آستین گرین در نقش درک ریس
- لون رامبین در نقش رایلی داوسون (فصل ۲)
- گرت دیلاهانت در نقش کرومارتی / جان هنری
- شرلی منسن در نقش کاترین ویور (فصل ۲)

## لغو شدن ادامه سریال
پس از گذشت ۲ فصل از پخش سریال، شبکه فاکس اعلام کرد که فصل سومی در کار نخواهد بود. دلیل اصلی لغو این سریال، هزینه‌های زیاد آن عنوان شد.
در آخر هم سرنوشت جان کانر و بقیه ماجراها با اسکای نت هم نامشخص بود و به نوعی آخر قصه گنگ و نامفهوم باقی ماند.